# James Beck (storico dell'arte)
James H. Beck (New Rochelle, 14 maggio 1930 – 26 maggio 2007) è stato uno storico dell'arte statunitense specializzato nel Rinascimento italiano.
Fu un critico schietto di molti restauri di alto profilo e riattribuzioni di opere d'arte e fondò il gruppo di pressione ArtWatch International per fare una campagna contro le pratiche irresponsabili nel mondo del restauro dell'arte.

## Biografia
Era nato a breve distanza (come era noto vantarsi) dall'ex casa di Thomas Paine. Dopo essersi diplomato all'Oberlin College, nel 1952, studiò pittura, prima alla New York University e poi all'Accademia di belle arti di Firenze. Alla Columbia University discusse la sua tesi di dottorato, sulla scultura di Jacopo della Quercia, sotto la supervisione di Rudolf Wittkower. Ottenne un dottorato di ricerca nel 1963 e pubblicò la sua monografia sullo scultore nel 1991. Rimase alla facoltà di storia dell'arte della Columbia per tutta la vita, come professore di pittura e scultura del Rinascimento italiano dal 1972.

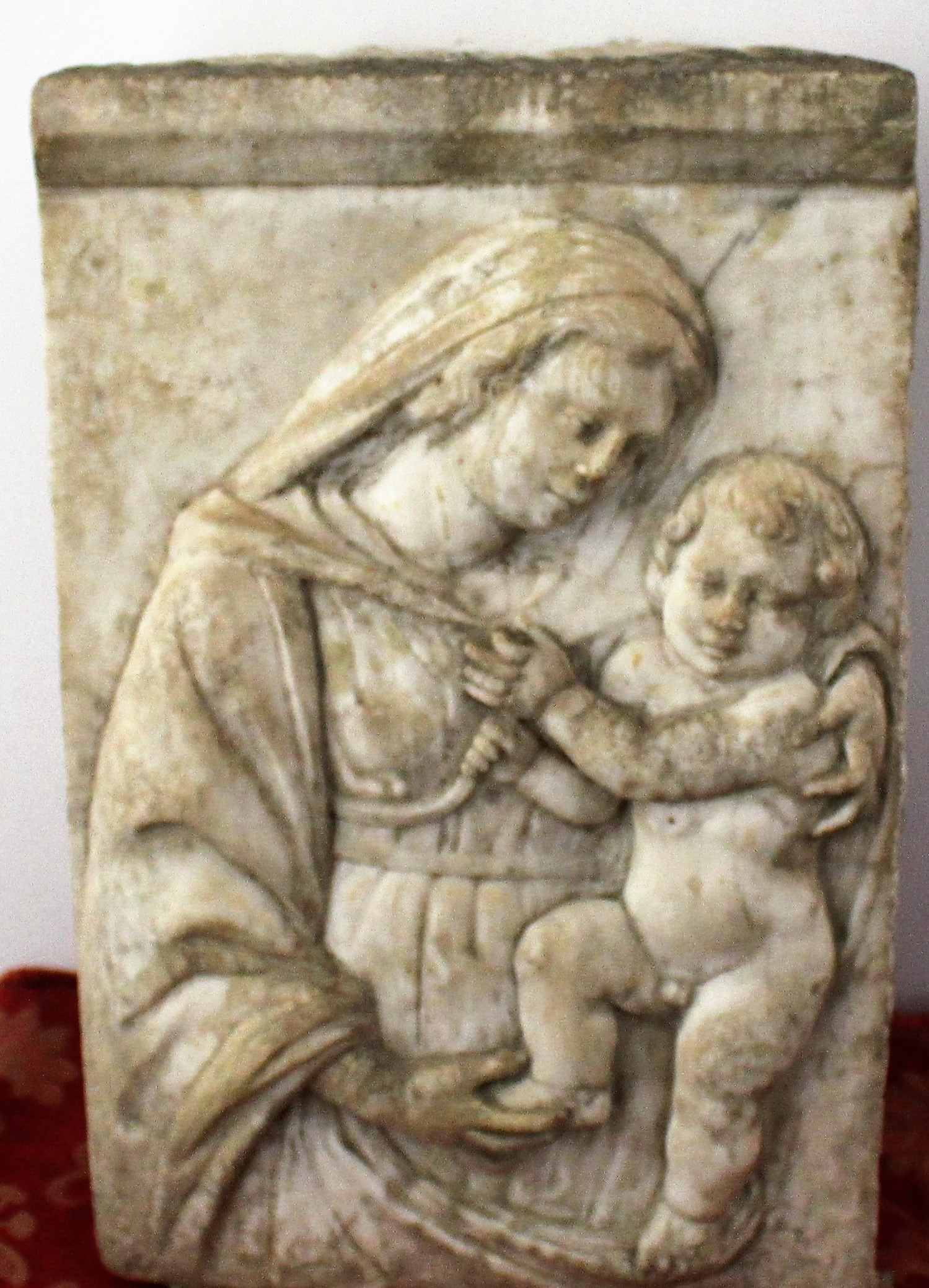
Madonna di Agliano scoperta da James Beck

Una svolta nella carriera di Beck giunse nel 1991 quando, in qualità di autorità mondiale su Jacopo della Quercia, venne invitato a commentare un recente restauro di un'opera dello scultore, un'effigie di Ilaria del Carretto nel Duomo di Lucca. La risposta infuriata di Beck venne registrata da due cronisti per giornali con sede a Firenze e Livorno, e in ulteriori interviste pubblicate su La Stampa (di Torino) e Il Giornale dell'Arte (con sede ad Alessandria). Egli continuò a esprimere la sua indignazione per quello che riteneva un rovinoso lavoro di pulizia. Il restauratore della scultura intentò causa contro di lui nei tribunali di tutte e quattro le città per diffamazione, reato punibile in Italia fino a tre anni di reclusione.
Alla fine, Beck vinse tutti e quattro le cause e il suo successo lo spinse a fondare ArtWatch International l'anno successivo. L'altro membro fondatore dell'organizzazione fu Michael Daley, uno storico dell'arte britannico con il quale Beck scrisse Art Restoration: The Culture, the Business and the Scandal nel 1993. Il libro era un attacco alla professione del restauro artistico, ed era particolarmente critico nei confronti della pulitura degli affreschi della Cappella Sistina di Michelangelo, che a quel tempo era in fase di completamento. Beck criticò pubblicamente l'attribuzione sia della Madonna Stroganoff del Metropolitan Museum (acquistata nel 2001) attribuita a Duccio di Buoninsegna che della Madonna dei Garofani (la principale acquisizione della National Gallery del 2004) attribuita a Raffaello. Sostenne la de-attribuzione di queste opere nel suo studio From Duccio to Raphael: Connoisseurship in Crisis, pubblicato postumo nel 2007.

## Scoperte

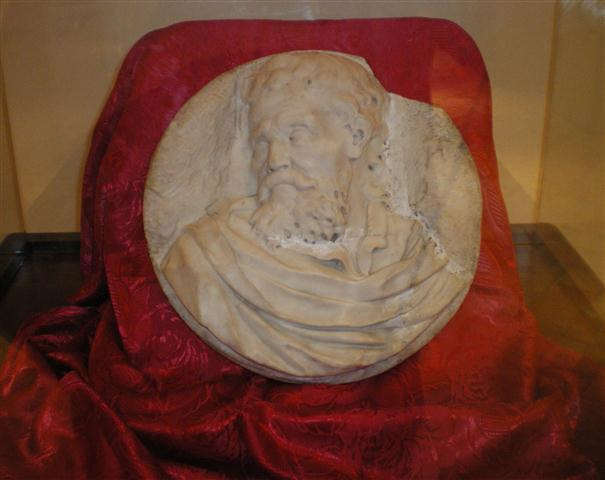
Autoritratto di Michelangelo

Un tondo di 36 cm di diametro raffigurante il ritratto di Michelangelo Buonarroti scoperto da James Beck è stato riportato nelle Edizioni Scripta Maneant "Michelangelo Assoluto" del 2012 di Alessandro Vezzosi e nelle presentazioni di Claudio Strinati. Il professore nel suo studio trovò un Marmo di Agliano di Jacopo della Quercia è lo pubblicò in "Studi di storia dell'arte in onore di Mina Gregori" di Silvana Editoriale.

## Opere
- Con Gino Corti: Masaccio, the documents. J.J. Augustin, Locust Valley 1978
- Leonardo’s rules of painting: an unconventional approach to modern art. Viking Press, New York 1979, ISBN 0670424277
- The tyranny of the detail: contemporary art in an urban setting. Willis, Locker & Owens, New York 1992, ISBN 0930279204
- Jacopo Della Quercia. Columbia University Press, New York 1992, ISBN 0-231-07200-7
- Con Michael Daley: Art restoration: the culture, the business, and the scandal. J. Murray, London 1994, ISBN 0719554306
- Italian Renaissance Painting. Konerman, 1999 (in tedesco: Malerei der italienischen Renaissance. Könemann, Köln 2001, ISBN 3829004850)
- Raphael. Harry N. Abrams, New York 1999 (deutsch: Raffael. Dumont, Köln 2003, ISBN 3832173366)
- Three Worlds of Michelangelo. W. W. Norton, New York 1999 (in tedesco: Die drei Welten des Michelangelo. C. H. Beck, München 2001, ISBN 3406471935)